# جولیانا دسیو
جولیانا دسیو (ایتالیایی: Giuliana De Sio؛ زادهٔ ۲ آوریل ۱۹۵۷) بازیگر اهل ایتالیا است.
از فیلم‌ها و مجموعه‌های تلویزیونی‌ای که وی در آن‌ها نقش داشته است، می‌توان به گناه و شرم، کاترینا و دخترانش، بیمار خیالی، کازابلانکا، کازابلانکا، صد روز در پالرمو، شوپن و زیبایی زنان اشاره نمود.